# Vicente Fatrás
Vicente Fatrás Neira (22 de enero de 1872, Arrigorriaga-Miranda de Ebro, 1936) fue un político republicano español.

## Biografía
Republicano histórico, fue concejal en Bilbao a comienzos de siglo y diputado provincial de Vizcaya en la década de 1910. En 1918 redactó una propuesta de estatuto de autonomía para Vizcaya.
En 1929, Fatrás fue uno de los fundadores de la agrupación vizcaína del Partido Radical Socialista. En 1931 era presidente de la Sociedad El Sitio de Bilbao, miembro del Comité ejecutivo vizcaíno de la Conjunción Republicano-Socialista en representación de los radicales socialistas y candidato a diputado por la Conjunción en las elecciones a Cortes Constituyentes de dicho año por la circunscripción de Vizcaya (capital). Esta fue la única de las circunscripciones vasco-navarras donde no triunfó la Coalición católico-fuerista, por lo que Fatrás obtuvo un acta de diputado (en esta lista y circunscripción fueron elegidos también Indalecio Prieto, Luis Araquistáin o Ramón María de Aldasoro).
En las Cortes protagonizó numerosos enfrentamientos contra tradicionalistas y nacionalistas vascos. Al tiempo que se mostraba favorable a un estatuto vasco democrático, se opuso con rotundidad al Estatuto de Estella, al que calificó de estar sustentado por el "fanatismo clerical". En mayo de 1933 acusó públicamente en las Cortes al Partido Nacionalista Vasco de ser responsable de los sucesos de Usánsolo (Vizcaya), en los que radical socialistas procedentes de un mitin en Amorebieta y nacionalistas vascos se habían enfrentado a tiros, resultando muertos una mujer y un niño.
Fatrás permaneció en el partido tras la salida de los independientes de Marcelino Domingo y fue candidato del PRRS en las elecciones de 1933, también por Vizcaya-provincia, sin resultar elegido. No se presentó a las de elecciones de 1936.
Aunque era originario de Bilbao, tenía una casa de verano en Miranda de Ebro. El estallido de la guerra civil española le sorprendió allí. Aunque no fue inmediatamente detenido (acogió en su casa el 21 de julio a Ernesto Ercoreca, alcalde republicano de Bilbao, que volvía de Madrid para hacer unas gestiones y quedó atrapado en Miranda al estar cortada la línea de ferrocarril), Fatrás fue finalmente sacado de casa a la fuerza por los sublevados. Posteriormente informaron a su esposa que había sido fusilado, sin que se sepa ni donde ni dónde reposan sus restos y su familia sufrió la expropiación de sus bienes.